# NGC 5331
NGC 5331 é uma galáxia espiral na direção da constelação de Virgo. O objeto foi descoberto pelo astrônomo William Herschel em 1793, usando um telescópio refletor com abertura de 18,7 polegadas. Devido a sua moderada magnitude aparente (+14,1), é visível apenas com telescópios amadores ou com equipamentos superiores.